# Санилак (округ)
Са́нилак (англ. Sanilac County) — округ в штате Мичиган, США. Официально образован 10 сентября 1822 года. По состоянию на 2010 год, численность населения составляла 43 114 человек.

## География
По данным Бюро переписи США, общая площадь округа равняется 4 118,104 км2, из которых 2 494,172 км2 суша и 1 623,932 км2 или 39,000 % это водоёмы.

### Соседние округа
- Хьюрон  (север)
- Таскола  (запад)
- Сент-Клэр  (юг)
- Лапир  (юго-запад)
- Хьюрон, Онтарио, Канада (восток)

## Население
По данным переписи населения 2010 года в округе проживает 43 114 жителей в составе 17 132 домашних хозяйств и 11 885 семей. Плотность населения составляет 17,30 человек на км2. На территории округа насчитывается 22 725 жилых строений, при плотности застройки около 9,10-ти строений на км2. Расовый состав населения: белые — 96,60 %, афроамериканцы — 0,50 %, коренные американцы (индейцы) — 0,30 %, азиаты — 0,30 %, гавайцы — 0,00 %, представители других рас — 1,10 %, представители двух или более рас — 1,20 %. Испаноязычные составляли 3,30 % населения независимо от расы.
В составе 29,20 % из общего числа домашних хозяйств проживают дети в возрасте до 18 лет, 55,30 % домашних хозяйств представляют собой супружеские пары проживающие вместе, 9,80 % домашних хозяйств представляют собой одиноких женщин без супруга, 30,60 % домашних хозяйств не имеют отношения к семьям, 26,40 % домашних хозяйств состоят из одного человека. Средний размер домашнего хозяйства составляет 2,48 человека, и средний размер семьи 2,97 человека.
Возрастной состав округа: 23,60 % моложе 18 лет, 7,40 % от 18 до 24, 21,80 % от 25 до 44, 29,60 % от 45 до 64 и 29,60 % от 65 и старше. Средний возраст жителя округа 43 лет. На каждые 100 женщин приходится 97,80 мужчин. На каждые 100 женщин старше 18 лет приходится 96,70 мужчин.
Средний доход на домохозяйство в округе составлял 39 138 USD, на семью — 47 885 USD. Среднестатистический заработок мужчины был 27 440 USD против 16 509 USD для женщины. Доход на душу населения составлял 19 671 USD. Около 1,50 % семей и 16,10 % общего населения находились ниже черты бедности, в том числе — 23,30 % молодёжи (тех, кому ещё не исполнилось 18 лет) и 11,40 % тех, кому было уже больше 65 лет.